# Флаг УПА

Флаг УПА

Флаг УПА состоит из двух цветов: красного и чёрного. Чёрный цвет символизирует украинскую землю, а красный — пролитую за неё кровь.
Красный и черный цвета появились в старославянских песнях и стихах еще в XII веке. Красный цвет символизировал любовь, чёрный — печаль. Их сочетание отобразилось в флаге, который позже, но намного раньше Второй мировой войны, стал ассоциироваться с украинским национализмом.
В настоящее время флаг использует ряд националистических организаций и партий, среди которых УНА-УНСО, Правый сектор, Конгресс украинских националистов и другие.

## История

Флаг ОУН

Революционное крыло ОУН, которое называли также ОУН (б), потому что его возглавлял Степан Бандера, стремилось выработать собственную символику, чтобы отличаться от ОУН (м) Андрея Мельника, которая использовала голубой флаг ОУН и герб с золотым трезубцем с мечом.
ОУН (б) утвердила свою официальную красно-чёрную эмблему, а II-й Большой Сбор ОУНР в апреле 1941 года постановил отказаться от трезубца с мечом и употреблять только «общенациональный Трезубец Владимира Великого в форме, введённой Центральной Радой» и «отдельный организационный флаг чёрного и красного цветов. Уклад и обязательные пропорции будут приняты отдельной комиссией». Однако из-за начала Великой Отечественной войны эта комиссия так и не собралась.

## Использование
- На своей картине «Запорожцы пишут письмо турецкому султану» в фоне над головами казаков Илья Репин скрыл на копьях сине-желтый и красно-черные флаги. Консультантом художника во время написания этой картины был известный историк украинского казачества Дмитрий Яворницкий. Именно на основе экспонатов его коллекции Репин изобразил большую часть амуниции, оружия, другой казацкой атрибутики, в том числе и флаги[6].
- Украинские сечевые стрельцы 1914–1917 годов вышивали эту цветовую схему на своих мундирах и знаменах.
- Баннер также был использован на обложке книги Николая Угрина-Безгрешного «Рыцари Железной крепости» в 1934 году.[7]
- Флаг активно использовала УПА во время борьбы в середине XX века[источник не указан 1127 дней].
- Лента, имитирующая флаг ОУН (б), присутствует на флаге Ивано-Франковской области. Автором проекта этого флага является Андрей Гречило, председатель Украинского геральдического общества.
- В большинстве западных областей Украины флаг вывешивается в памятные дни на административных зданиях, рядом с государственным сине-жёлтым флагом.
- 30 марта 2018 года в Верховной Раде Украины зарегистрирован законопроект «О Флаге Национального достоинства»[8], которым предусмотрено установление флага на зданиях органов государственной власти, школах, институтах, предприятиях девять раз в год во время празднования некоторых памятных дат с целью почитания «героев, которые внесли весомый вклад в борьбе за независимость Украины». Этим законопроектом также предусмотрено техническое обоснование и правила установки флага.

## Галерея

УНА-УНСО
Правый сектор
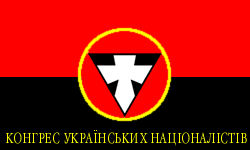
Конгресс украинских националистов
Флаг Ивано-Франковской области
Флаг города Коломыя[9]

## Статус флага УПА в других странах

### Запрет в Российской Федерации
18 января 2024 года Минюст РФ внёс красно-чёрный флаг Организации украинских националистов в список под названием «Перечень организаций, предусмотренных статьей 6 Федерального закона „Об увековечении Победы советского народа в Великой Отечественной войне 1941—1945 годов“, а также атрибутика и символика этих организаций». Помимо этого в список включены украинские националистические организации, а также приветствие «Слава Украине» и ответ «Героям слава», а также трезубец князя Владимира (тризуб изображён в том числе на гербе Украины).

### Восприятие флага в Польше
Поскольку флаг был принят и использован ОУН-Б/УПА, в Польше он однозначно ассоциируется с Волынской резнёй, что делает отношение к нему в польском обществе крайне негативным.
В июле 2025 года Президент Польши Кароль Навроцкий назвал флаг флаг УПА «бандеровским», а также выразил мнение, что за использование подобной символики в Польше должна быть криминальная ответственность. 